# 首都高パトロール
首都高パトロール株式会社は、首都高速道路株式会社の委託を受け、首都高速道路全線において道路維持管理のためのパトロールを行う企業。

## 業務内容
主な業務内容は、安全な道路交通を確保するための、落下物回収、故障車対応、事故発生時の交通規制および復旧支援などである。

黄色に塗色されたランドクルーザー31台を用いて24時間365日のパトロールを行っている。ランドクルーザーには、車線規制情報や落下物情報を伝える大型LED表示板を搭載、緊急時には赤色灯を点け緊急走行できる。ランドクルーザーでは速達性に欠ける山手トンネルでは、日本で民間の持つ緊急車両としては唯一の二輪車（バイク隊）が活動する。その他、レッカー車なども保有する。
なお、首都高速道路をパトロールする車両のうち、ランドクルーザーでも首都高速道路株式会社が直接用いるもの（コールサイン6XX - 8XX）、首都高ETCメンテナンス株式会社などの設備維持管理目的で用いるものは、当社とは関係がない。
取締業務として、車両制限令を超える重量の過積載取締も行っている。特殊車両通行許可（特車）による通行の多い出入口や本線料金所などで行い、違反車は首都高の通行を停止させ、強制流出させる。その他、ルーレット族取締などは警察の高速隊と連携し行っており、警察と取締基地を共用する場合もある（大黒PA内取締基地など）。

## 基地局
パトロールは、首都高速道路株式会社の「東京西局」「東京東局」「神奈川局」の分局制にならい、3局態勢での実施を基本とする。交通流監視カメラにより首都高全線を監視する交通管制室から、無線指示を受け、パトロールカーが現場に急行する。
- 東京西局 - 東京都の西側を管轄する。交通管制室は平河、パトロール基地は、麻布、羽田、大橋に所在する[1]。また、バイク隊が活動する山手トンネルは西局管内である。レッカー車、積載車、エアーマット車が所属する。
- 東京東局 - 東京都の東側と埼玉県及び千葉県を管轄する。交通管制室は箱崎。パトロール基地は、木場、加平、川口、志村に所在する[1]。レッカー車が所属する。
- 神奈川局 - 神奈川県を管轄する。交通管制室は東神奈川。パトロール基地は、みなとみらい、新横浜に所在する。レッカー車が所属する。

## 首都高バイク隊
道路トンネルとして日本最長の山手トンネルの安全を確保するために、バイク隊を配置している。バイク隊は機動性の高いパトロールバイクで迅速に現場に向かい、交通整理を行うとともにトンネル入口の閉鎖、利用者への避難誘導、初期消火を行う。ほかにも交通誘導や情報収集、交通管制室への報告など、現場へいち早く到着し、被害を最小限に抑えるための業務などもしている。バイクはホンダCB400SBを使用しハンドルは通常より、やや高めに設置し、赤色灯をつけている。横の収納ボックスに発炎筒や誘導棒などを収納している。首都高バイク隊は、山手トンネルの北側の志村基地、南側の大井基地、そして真ん中の大橋基地の3カ所に分かれて常に待機している。